# جورج بالتازار ميتزجر
جورج بالتازار ميتزجر (بالألمانية: Georg Balthasar Metzger)‏ هو عالم نبات وأستاذ جامعي ألماني، ولد في 23 سبتمبر 1623 في شفاينفورت في ألمانيا، وتوفي في 9 أكتوبر 1687 في توبينغن في ألمانيا.